# Кацауров, Иван Николаевич
Ива́н Никола́евич Кацау́ров (28 декабря1855, Москва — 14 декабря 1914, Ярославль) — русский врач-офтальмолог, доктор медицины, политический деятель, член Союза русского народа.

## Врач
Родился в Москве. Окончил с золотой медалью 2-ю Московскую гимназию, в 1874 году поступил на медицинский факультет Московского университета. В 1877 году был удостоен золотой медали за представленную на конкурс студенческих сочинений научную работу. В 1879 году был утвержден в степени лекаря с отличием᠎ и звании уездного врача᠎. С января 1882 года включен в штат глазного отделения Губернской земской больницы в Ярославле. 7 мая 1883 года᠎ защитил в Московском университете диссертацию на тему «О влиянии аккомодации на изменение границ поля зрения». Являлся заведующим глазным отделением Ярославской земской больницы. Глазное отделение занимало одно из первых мест в России по количеству удачно проведенных операций. В 1896—1900 гг. был главным врачом Губернской земской больницы.
26 января 1903 года в Ярославле состоялось освящение и открытие глазной лечебницы Попечительства императрицы Марии Александровны о слепых. Кацауров занял пост старшего врача глазной лечебницы, вёл обширную врачебную работу. Для лечебницы, рассчитанной на 30 кроватей, было выстроено на Волжской набережной Ярославля по проекту академика архитектуры А. А. Никифорова трехэтажное каменное здание с центральным отоплением. Статский советник. В 1910 году вышел на пенсию, но продолжал практиковать в своей лечебнице до смерти.
Занимался исследованиями в области анестезии в офтальмологии вслед за В. К. фон Анрепом. Одним из первых в мире применил местную анестезию в клинике (1884). В 1884 году описал несколько проведённых им офтальмологических операций под местной анестезией кокаином. Среди них были удаление куска железа из роговицы, операция по поводу катаракты и (впервые в мире) вылущение глазного яблока при глаукоме.
Разработал также оригинальную модификацию периферической линеарной экстракции катаракты по способу А. Грефе, которая упростила операцию, в 1887 году выступил с докладом о своем предложении на Втором (Пироговском) съезде русских врачей в Москве. Выступал с докладами на заседаниях Общества Ярославских врачей (в диапазоне от «Исследования зрения учеников Ярославской Гимназии» (1883) до «Пересадки кожи налима при пластических операциях на веках» (1898)).
Умер после тяжелой непродолжительной болезни и похоронен в Ярославле на Леонтьевском кладбище.

## Политик
Монархист, националист. Основатель и председатель Ярославского отдела Союза Русского Народа (СРН), открытие которого прошло 23 ноября 1905 года в здании глазной лечебницы. Это была крупнейшая монархическая организация на севере России, она издавала газету «Русский народ». В 1906 году к отделу присоединились около 2 тысяч рабочих с предприятий города. В Ярославле была создана областная управа, которая руководила монархическими союзами Вологодской, части Владимирской, Костромской и Ярославской губерний. При активном участии Кацаурова в Ярославле в октябре 1907 и в марте 1909 года прошли два частных совещания монархистов, в которых участвовали представители черносотенных организаций со всей России. В 1909—1910 гг. был редактором-издателем газеты «Русский народ» — печатного органа Ярославского отделения СРН.
После раскола в Союзе русского народа на сторонников А. И. Дубровина и Н. Е. Маркова Кацауров первоначально поддержал «дубровинцев», в 1911 году он был избран кандидатом в члены Главного совета «дубровинского» Союза русского народа. В то же время старался дистанцироваться от конфликта, объявив Ярославский отдел самостоятельной организацией.
Поддерживал отношения с православными архиереями Ярославской епархии — архиепископами Тихоном (Беллавиным) и Агафангелом (Преображенским). Отдел занимался организацией религиозно-нравственных чтений и торжественных празднований юбилеев для народа.
После смерти И. Н. Кацаурова было принято решение до конца Первой мировой войны не избирать председателя отдела, обязанности которого исполняла вдова основателя, М. Д. Кацаурова (ранее она была секретарём отдела). В марте 1917 года отдел, как и другие черносотенные организации, прекратил своё существование.